# Philodromus lugens
Philodromus lugens es una especie de araña cangrejo del género Philodromus, familia Philodromidae. Fue descrita científicamente por O. P.-Cambridge en 1876.

## Distribución
Esta especie se encuentra en Egipto.